# Иньиго де Гевара (маркиз дель Васто)
Иньиго де Гевара (исп. Íñigo de Guevara; ум. 1462) — государственный деятель Неаполитанского королевства, маркиз дель Васто, граф ди Арьяно, ди Апичи и ди Потенца.
Сын кастильского дворянина Педро Велеса де Гевары, сеньора де Оньяте, и Констанцы де Товар.
Участвовал в завоевании Неаполитанского королевства Альфонсом V Арагонским, в 1435 вместе с ним попал в плен в битве при Понце. В 1438 одержал победу над Франческо Сфорцей при Сан-Джермано. Отличился в решающем сражении при Carpe 28 июня 1442. В 1440 получил от Альфонса графство Арьяно, в 1444 году стал маркизом дель Васто и великим сенешалем королевства. В дальнейшем эта должность стала наследственной в роду де Гевара.
В 1445—1453 командовал арагонскими войсками в ходе кампаний в Папской области и Тоскане.

Герб де Гевара

В 1451, в преддверии намечавшегося крестового похода Филиппа III Доброго, Иньиго де Гевара (вместе с Педро де Кардоной) был принят в число рыцарей ордена Золотого руна, будучи одним из главных советников короля, на союз с которым рассчитывал бургундский герцог.
Был верным сторонником наследника Альфонса — Ферранте I, которого поддержал во время анжуйско-арагонской войны 1460—1464 годов и восстания неаполитанских баронов. Участвовал в решающем сражении при Трое 18 августа 1462. Умер в том же году во время кампании против мятежников в Абруццо.

## Семья
Жена: Ковелла Сансеверино (ум. до 1462), дочь Руджеро Сансеверино (ум. 1430), графа Трикарико, герцога Сан-Марко, и Кубеллы Руффо (ум. 1446), из рода графов ди Монтальто
Дети:
- Пьетро де Гевара (ок. 1450—1486), маркиз дель Васто
- Антонио де Гевара, граф ди Потенца, исполнял обязанности вице-короля Неаполя в октябре 1509. Жена: Лаура Гаэтани делль’Аквила д’Арагона, дочь Бальдассаре Гаэтани делль’Аквила д’Арагона (ум. ок. 1480), графа ди Траетто, и Антонеллы Караччоло
- Франческа де Гевара. Муж: 1) Джанпаоло дель Бальцо (ум. 1487), сын Анджильберто дель Бальцо, герцога Нардо; 2) Франческо III делла Ратта (ум. 1488), граф ди Казерта